# Gabrnik (Juršinci)
Gabrnik is een plaats in Slovenië en maakt deel uit van de gemeente Juršinci in de NUTS-3-regio Podravska. De plaats telde 256 inwoners op 1 januari 2020.